# ATP Buenos Aires 1994
L'ATP Buenos Aires 1994 è stato un torneo di tennis giocato sulla terra rossa. È stata la 60ª edizione del torneo, che fa parte della categoria ATP World Series nell'ambito dell'ATP Tour 1994.Si è giocato a Buenos Aires in Argentina dal 7 al 14 novembre 1994.

## Campioni

### Singolare maschile
Àlex Corretja ha battuto in finale  Javier Frana con il punteggio di 6–3, 5–7, 7–6(5)

### Doppio maschile
Sergio Casal /  Emilio Sánchez hanno battuto in finale  Tomás Carbonell /  Francisco Roig con il punteggio di 6–3, 6–2